# Martha Burkhardt
Pour les articles homonymes, voir Burkhardt.
Martha Burkhardt née le 30 avril 1874 à Aarau, et morte le 12 janvier 1956, est une peintre et photographe suisse. Elle passe son enfance à Rapperswil, où elle se réinstalle à l’âge adulte.

## Biographie

### Jeunesse et études
La famille de Martha Burkhardt emménage en 1880 à Rapperswil, où ses grands-parents exploitent une entreprise à la Fischmarktstrasse n° 6 et où elle fréquente les écoles communales. Bientôt, cependant, Martha et son frère cadet Max perdent leur père et leur grand-père. Les deux enfants, qui grandissent dans le foyer maternel, sont doués pour les arts, et Max devient peintre décoratif, puis, plus tard, photographe à Arbon. La jeune femme ignore les limites imposées aux femmes au début du XXe siècle, et devient, entre autres, "la première femme de Rapperswil au guidon d'un vélo, générant l'horreur et la peur dans les esprits"[réf. nécessaire]. Comme son frère, Martha est intéressée par la peinture. À quinze ans, elle est fille au pair à Lausanne, dans le cadre de l’année que les adolescentes alémaniques passaient généralement en Suisse romande pour améliorer leur connaissance de la langue française (Welschlandjahr). Là, un enseignant remarque le talent de Martha, mais les études artistiques, à cette époque, sont en principe réservées aux jeunes gens. Dès 1898, elle étudie cependant le dessin et la peinture dans des écoles pour jeunes filles à Paris, puis de 1901 à 1906 à Munich. Elle y rencontre sa future compagne Meta Kirchner,.

### Voyages et travaux
De retour en Suisse, Martha Burkhardt fonde à Rapperswil son propre atelier. Ses succès lui permettent chaque année de voyager quelques semaines, en Italie, en Scandinavie ou au Maroc. Elle entreprend également des périples en France, en Espagne, en Russie et même à Constantinople, puis va étudier le paysage aux Pays-Bas et en Suède. Grâce à Meta Kirchner, elle est invitée au couronnement impérial du roi George V d’Angleterre au Delhi Durbar de 1911. Elle en profite pour voyager à travers l'Asie, de 1911 à 1914, à une époque où très peu de femmes seules entreprennent de telles expéditions. Frappée par la spiritualité asiatique, elle exprime dans ses photos les impressions ressenties en Inde, en Chine et au Japon, tout publiant des articles et des livres qu'elle illustre elle-même,.
De retour à Rapperswil, l'artiste participe à la vie publique. Pendant la première Guerre mondiale, elle s’engage dans la commission locale de ravitaillement et fonde une infirmerie durant la pandémie de grippe de 1918. Puis elle préside durant de nombreuses années la section famille et bien-être dans la Société d’utilité publique des femmes suisses. Martha Burkhardt met en place la gratuité des gardes d'enfants dans le cadre de cette Société d’utilité publique et fonde le premier organisme de placement pour enfants adoptés. En 1927, elle prend sa retraite sur la colline de Meienberg, entre Rapperswil et Jona, dans une maison qu'elle a construite elle-même.

## Publications

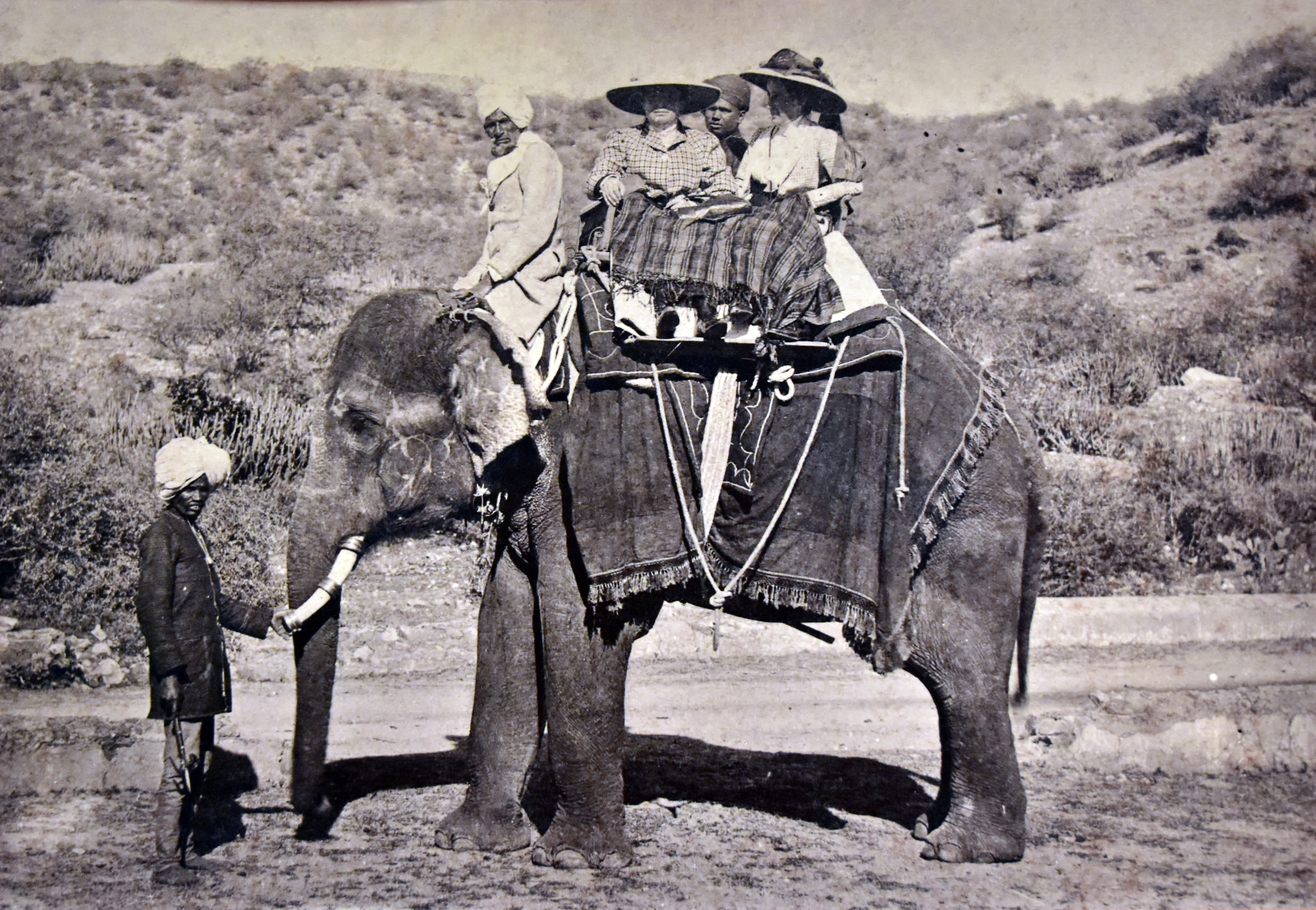
Meta Kirchner et Martha Burkhardt à droite, en Inde, en 1911.

- Chinesische Kultstätten und Kultgebräuche. Erlenbach 1920, 2010, réimpression par Kessinger Publishing,  (ISBN 978-1168541581).
- Rapperswil die Rosenstadt erzählt aus ihrer ereignisvollen Vergangenheit sowie von ihrem tätigen und vergnüglichen Leben der Gegenwart zu hundert Zeichnungen. Erlenbach-Zürich und Leipzig, 1921.
- Magie und Mystik, Gegensatz und Zusammenhang. Zürich und Leipzig, 1935.